# Natica michaelis
Natica michaelis is een slakkensoort uit de familie van de Naticidae. De wetenschappelijke naam van de soort is voor het eerst geldig gepubliceerd in 1942 door Fischer-Piette.